# Luc Holtz
Luc Holtz (Ciutat de Luxemburg, 14 de juny de 1969) és un ex-jugador i, actualment, entrenador de futbol luxemburguès. Actualment és l'entrenador de la Selecció de Luxemburg.

## Biografia
Nascut a Luxemburg el 1969, Holtz va començar la seva carrera futbolística defensant la samarreta del Red Boys Differdange, jugant a la posició de centrecampista. Posteriorment, la temporada 1992/93, fitxaria per l'Avenir Beggen, on aconseguiria guanyar dos títols de lliga i dos de copa en les seves primeres temporades. La seva participació li van valer ser nomenat Futbolista Luxemburguès de l'Any el 1993.
El 1999 Holtz va deixar l'Avenir per marxar al FC Etzella Ettelbruck, on actuava com a jugador-entrenador. A l'Etzella, la primera temporada va aconseguir l'ascens a la primera divisió. A més, va aconseguir el primer títol de la història per l'equip d'Ettelbruck al proclamar-se campió de la copa de 2001. Després de baixar a segona l'any 2002, la temporada següent va recuperar la categoria. El 2003 i el 2004 va perdre la final de copa. A l'acabar la temporada 2007/08 Holtz es va retirar com a jugador.
Holtz també va jugar amb la Selecció de Luxemburg, debutant l'octubre de 1991 en un amistós contra Portugal, que va acabar amb un sorprenent empat a 1. Amb Luxemburg va arribar a disputar 55 partits, marcant 1 gol, 15 dels quals eren partits oficials de classificació per a la Copa del Món. El seu darrer partit amb Luxemburg fou l'octubre de 2002, en la derrota per 7-0 contra Romania.

## Palmarès
- Lliga de Luxemburg: 2

1993, 1994
- Copa de Luxemburg: 3

1993, 1994, 2001
- Futbolista Luxemburguès de l'Any: 1

1993